# 永泰 (南齐)
永泰（498年四月－十二月）是南朝齊明帝萧鸾的年號，共數月。
永泰元年七月東昏侯蕭寶卷即位沿用。

## 纪年
| 永泰 | 元年  |
| ---- | ----- |
| 公元 | 498年 |
| 干支 | 戊寅  |